# 현대해상화재보험그룹
현대해상화재보험그룹(영어: Hyundai Marine & Fire Insurance Group)은 현대해상화재보험을 모체로 하는 금융그룹이다. 현재 현대해상, 현대해상투자자문 등 10개의 계열사를 거느리는 거대금융그룹으로 자리잡았다. 대표이사직은 서태창 사장이, 회장직은 고 정주영 회장의 7남 정몽윤 전 사장이 역임하고 있다.

## 계열사
- 현대해상화재보험
- 현대C&R
- 현대하이카손해사정
- 현대인베스트먼트자산운용
- 현대하이라이프손해사정
- 현대HDS
- 마이금융파트너
- Hyundai U.K. Underwriting LTD.
- Hyundai Investment(America), LTD.
- 현대재산보험(중국)유한공사
- Cosmos Risk Solutions Asia Pte. Ltd
- 애드커넥스

## 같이 보기
- 현대그룹
- 정몽윤